# Jeanne Monteil
 (juillet 2018).
Si vous disposez d'ouvrages ou d'articles de référence ou si vous connaissez des sites web de qualité traitant du thème abordé ici, merci de compléter l'article en donnant les références utiles à sa vérifiabilité et en les liant à la section « Notes et références ».
Pour les articles homonymes, voir Monteil.
Jeanne Monteil, née le 12 septembre 1924 et morte le 19 mai 1999 à Bayonne, est une poétesse basque française de langue basque et française. 

## Biographie
Jeanne a longtemps animé à Anglet la revue Vents et Marées. Elle a par ailleurs réalisé des entretiens avec le poète Simonomis qui ont été publiés dans le no 4 de sa revue Le Cri d'os en 1993. Plusieurs de ses poèmes et textes ont paru dans différentes publications dont Les Cahiers de l'Adour et  Les Cahiers de Garlaban.

## Publications
- Noizetik Noizera (de quand en quand), recueil bilingue basque/français, Vents et Marées, 1983.
- Les années à cheval, Vents et Marées, 1986.
- Passé simple (Isan Xumea), Vents et Marées, 1987 et 1991.
- Vaut mieux jouer de la musique, Vents et Marées, 1989.